# Subboréal
Cet article possède un paronyme, voir Boréal.
Le Subboréal (ou sous-boréal) est l'avant-dernier étage paléoclimatologique de l'Holocène. Il s'étend de 5000 ans à 2500 ans avant le présent.

## Histoire et stratigraphie
La notion de subboréal (latin sub, sous, en dessous et du grec Βορέας, Borée, le dieu du vent du nord) fut créée en 1889 par Rutger Sernander pour le différencier du boréal créé par Axel Blytt en 1876. Le Subboréal suit l'Atlantique et est remplacé par le Subatlantique.
Le Subboréal correspond aux palynozones IVa et IVb de W. H. Zagwijn et aux palynozones VIII de Franz Firbas (1949) et T. Litt (2001). Selon Fritz Theodor Overbeck il appartient à la palynozone X.  
En climatostratigraphie, le Subboréal peut être divisé en Subboréal inférieur et Subboréal supérieur.
Le Subboréal comprend la plus grande partie du Néolithique et tout l'âge du bronze qui débuta entre 4200 et 3800 ans avant le présent.

## Chronologie
La limite inférieure du Subboréale avec l'Atlantique est placée à 3710 av. notre ère. ou à 5660 ans avant le présent. Cette limite est imprécise, car quelques auteurs placent le début du Subboréal beaucoup plus tôt à 4400 av. notre ère ou 6350 ans avant le présent – ou même à 4830 av. notre ère. (ou 6780 avant le présent) en Pologne du nord-ouest. Souvent 5000 années sont utilisées (voir 3050 av. n.è.). Le Subboréal se termine à 450 av. J.-C.
La limite supérieure avec le Subatlantique peut varier aussi entre 1170 et 830 avant notre ère. En chronologie de varves, le Subboréal correspond à l'intervalle 5660 à 2750 ans avant le présent.
La limite entre le Subboréal inférieur et le Subboréal supérieur est normalement définie à 1350 ans av. notre ère.

## Chronozones (1982)
(années « calibrées BP »)
- Préboréal : 12080 à 10187 BP ;
- Boréal : 10187 à 8332 BP ;
- Atlantique : 8332 à 5166 BP ;
- Subboréal : 5166 à 2791 BP ;
- Subatlantique : de 2791 BP à l'Anthropocène.

## Subdivisions (2018)
L'Holocène a été subdivisé par la Commission internationale de stratigraphie en trois étages :
- le Greenlandien, s'étendant de 11700 à 8200 années ;
- le Northgrippien, s'étendant de 8200 à 4200 années ;
- le Meghalayen, s'étendant de 4200 années au temps présent.

## Évolution climatique

L'évolution de la température à l'Holocène.

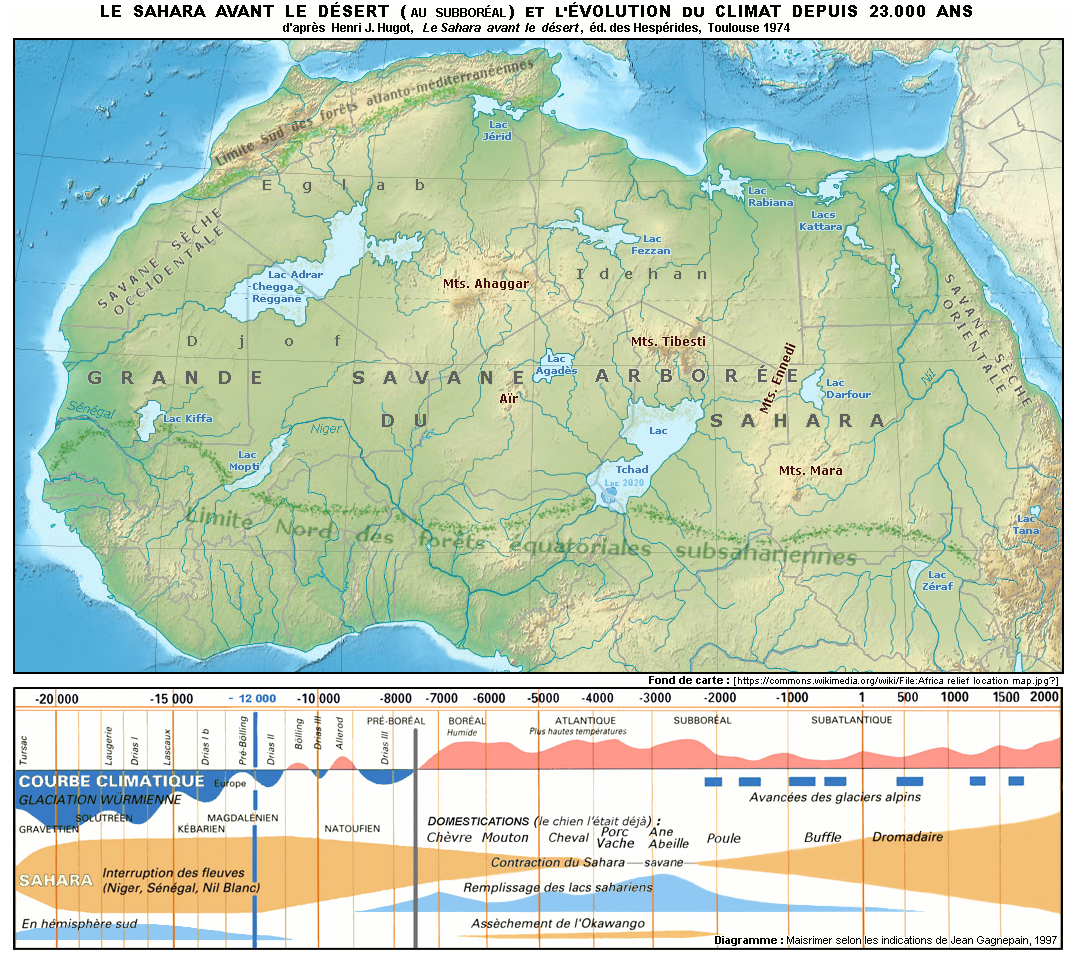
Le Sahara au Subboréal : la végétation était de type savane arborée et la faune, attestée par les restes fossiles et l'art rupestre, comprenait des autruches, des gazelles, des bovins, des éléphants, des girafes, des hippopotames, des crocodiles…

Pendant le Subboréal, le climat était plus sec et un peu plus frais qu'à l'Atlantique (baisse de 0,1 °C) mais toujours 0,7 °C plus chaud qu'au Subatlantique. En conséquence en Scandinavie, la limite inférieure des glaciers était 100 à 200 mètres plus élevée qu'au Subatlantique. Au cours du Subboréal, les températures oscillaient légèrement avec une baisse globale de 0,3 °C.